# Репное (Белгородский район)
Ре́пное — село в составе Дубовского сельского поселения Белгородского района Белгородской области. Прежнее название — Чаусовка. Основано приблизительно в 1660-х годах. Старые части села — Гора, Цуканка, Яр.

## История

### Древняя история
В XI веке южная часть Белгородской земли входит в состав Переяславского княжества, северная — в состав Черниговского. Оба княжества считаются северскими. Из-за частых набегов «диких», то есть жестоких степняков, край прозвали «дикое поле». Больша́я часть северян ушла на север и запад и растворилась среди других славянских племён. Оставшиеся приспосабливались к неспокойной жизни в лесостепи и степи — становились казаками, имея дозорных и зная все укромные места. По Белгородской земле проходила граница Дикого поля.
Православное казачество — черкасы оставляли родные места, не желая оставаться под властью Речи Посполитой и католической церкви, активно заселяли Дикое поле, как тогда называлось всё степное пространство до Крымского ханства. Один из этапов массовых переселений связан со строительством укреплённой пограничной заставы, так называемой Белгородской засечной черты, строительство которой завершилось в 1658 году. Сюда на воинскую службу были переведены жители из центральной России. В начале XVIII века в связи с расширением границ государства и утратой значения Белгородской засечной черты как пограничной оборонительной линии, служилые люди вскоре превратились в крестьян — однодворцев и составили большинство населения края.
Вероятнее всего первое название села связано с Белорусским (Чаусовским) казачьим полком, маршрут следования которого из Быхова на Запорожье в 1659–1661 годы проходил по этим местам.

### Дореволюционный период
В XIX веке при селе располагались имения помещиков: Россинских, капитана Васильева Н. С., Кизельбашевых.
В 1882 году в селе было 89 дворов, 428 жителей обоего пола, питейное заведение и церковь.

## Население
Дренякин, А. М. в своём историко-статистическом очерке Белгорода с уездом отмечает, что Белгородский уезд с юга и запада был заселён малороссиянами, потомками казаков, переселившихся из-за Днепра во времена Богдана Хмельницкого, защитника православных от насилия поляков и унии. Деревянкин даёт лестное описание белгородским черкасам, в частности он отмечает, что они резко отличались от великорусских казаков, сохранив «малороссийское наречие, костюм, набожность, добросердечие, опрятность, любовь к огородничеству, обрабатывание земли быками».

## Достопримечательности
На Яру ранее находилась старинная деревянная церковь, но она не сохранилась. Жители часто находили при вспашке огородов старинные ризы, расшитые золотом, различную церковную утварь, а также старинные предметы и монеты, датированные XVI–XVII веками. В 1858 году средствами помещика Петра Курчанинова был построен большой каменный храм. Престол один: во имя Равноапостольного Царя Константина. При храме находилось кладбище. До самой войны долгое время оставалась надгробие — чугунная плита с могилы П. Курчанинова. Построенный на высоком месте храм был виден отовсюду. Взорван немецкими войсками во время Великой Отечественной войны. Фотографий храма на территории России не сохранилось.
В селе находится небольшой пруд. По существующему преданию, в нём купался писатель И. А. Бунин. До войны глубина пруда составляла 6-8 метров. В настоящее время он сильно заилен, его глубина не превышает 2 метров. Мощные иловые отложения достигают 4–5 метров. Ил вязкий, чёрного цвета.

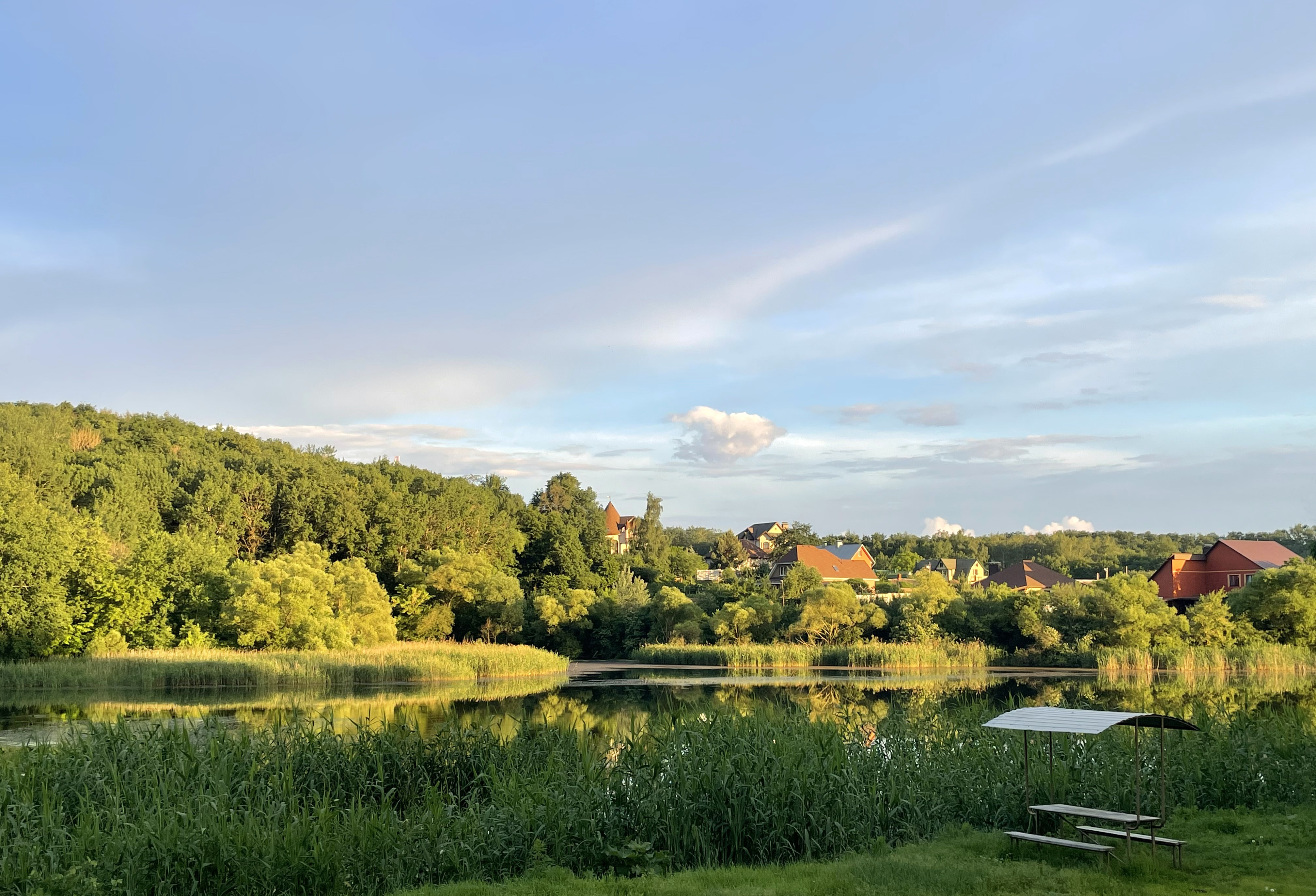
Улица Набережная
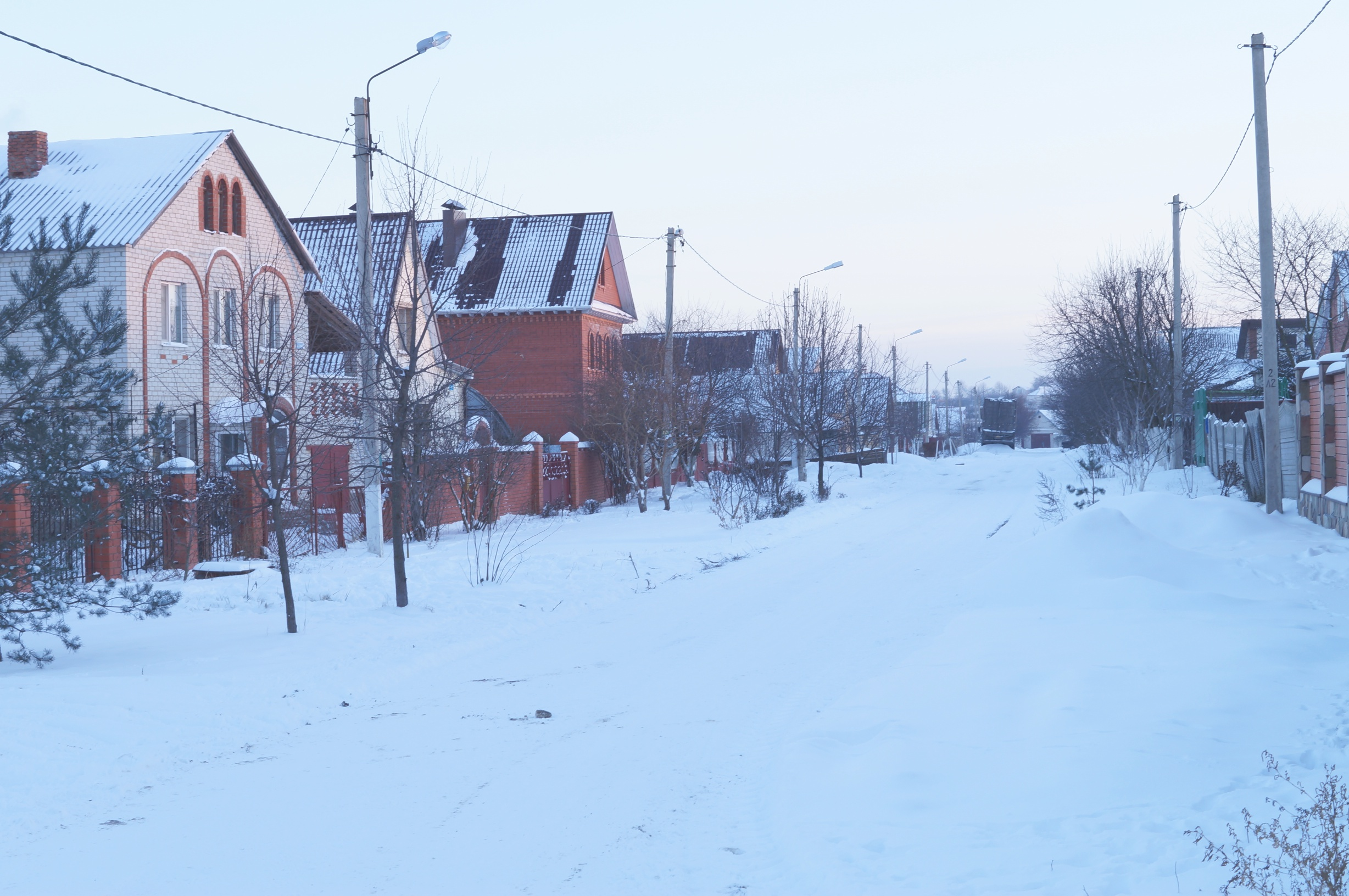
Улица Лесная
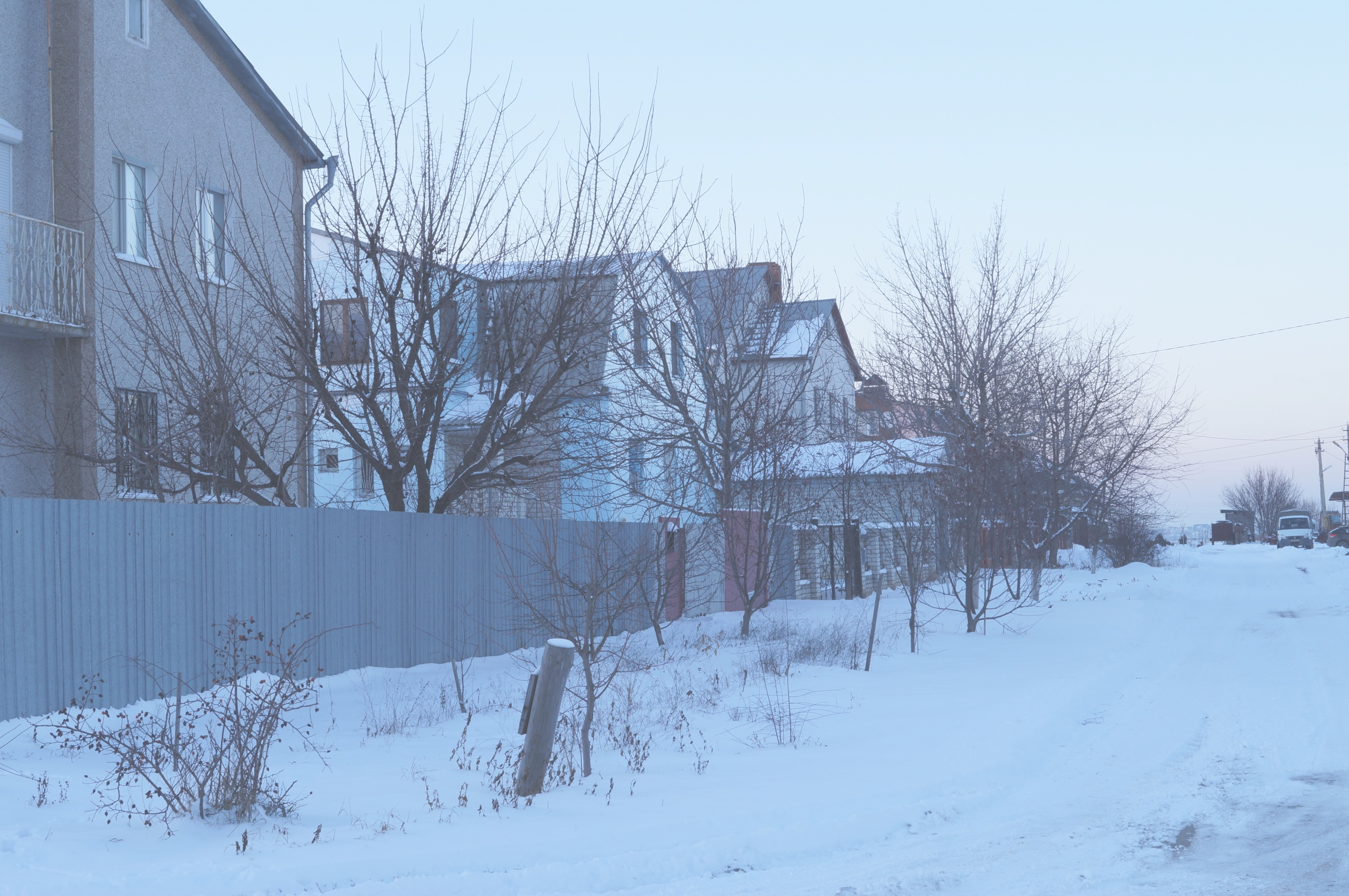
Улица Лесная
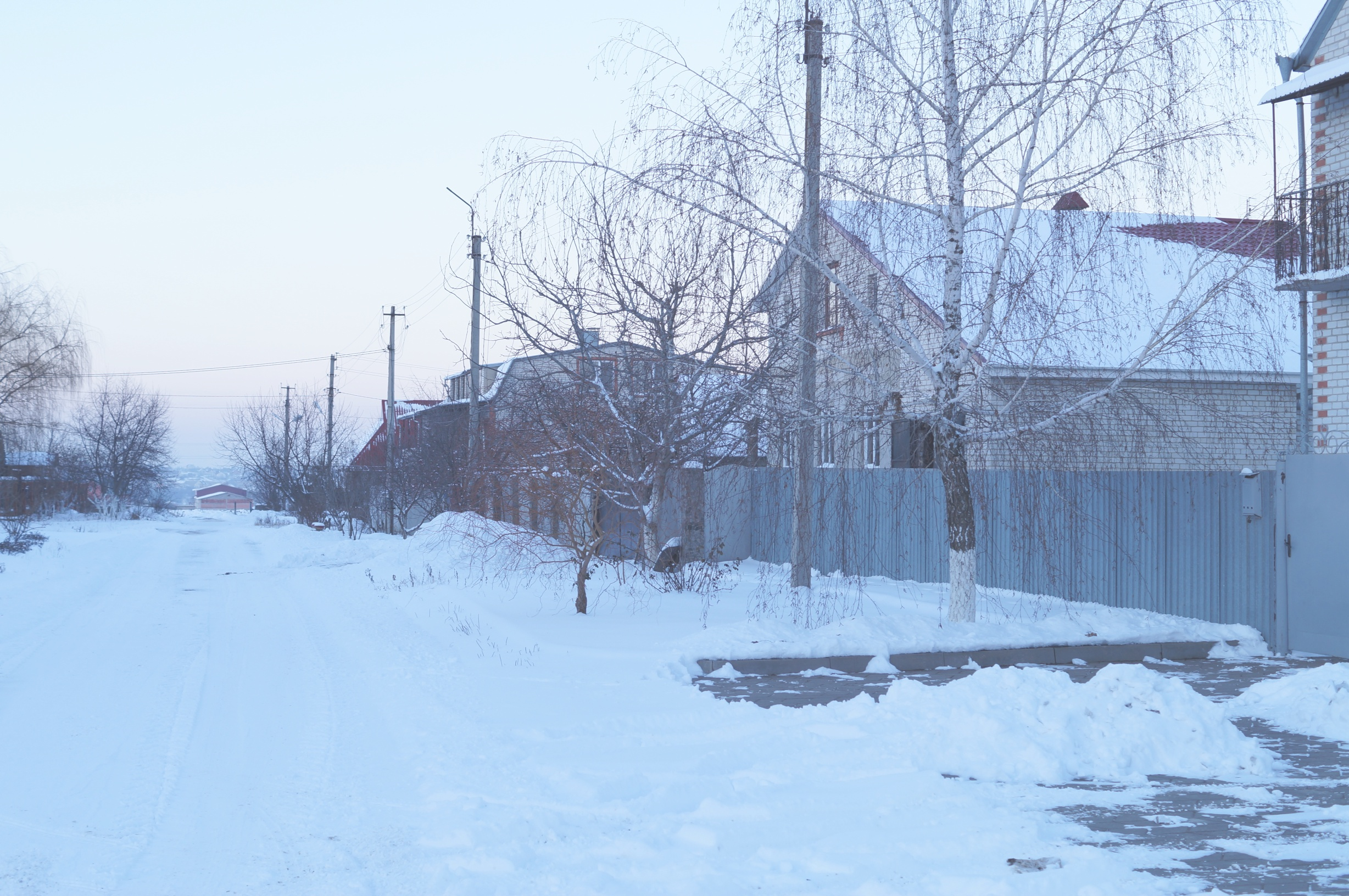
Улица Лесная
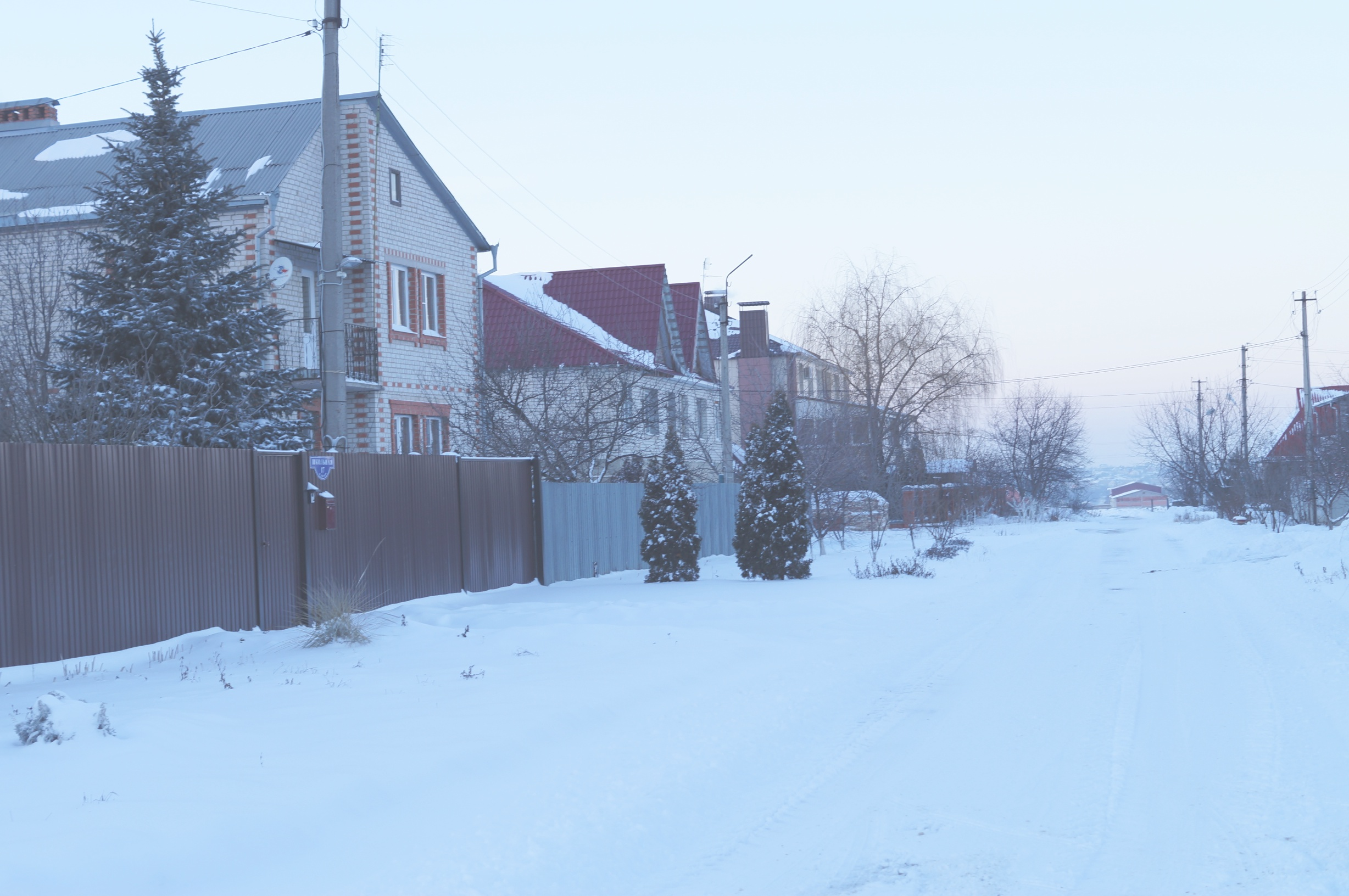
Улица Школьная
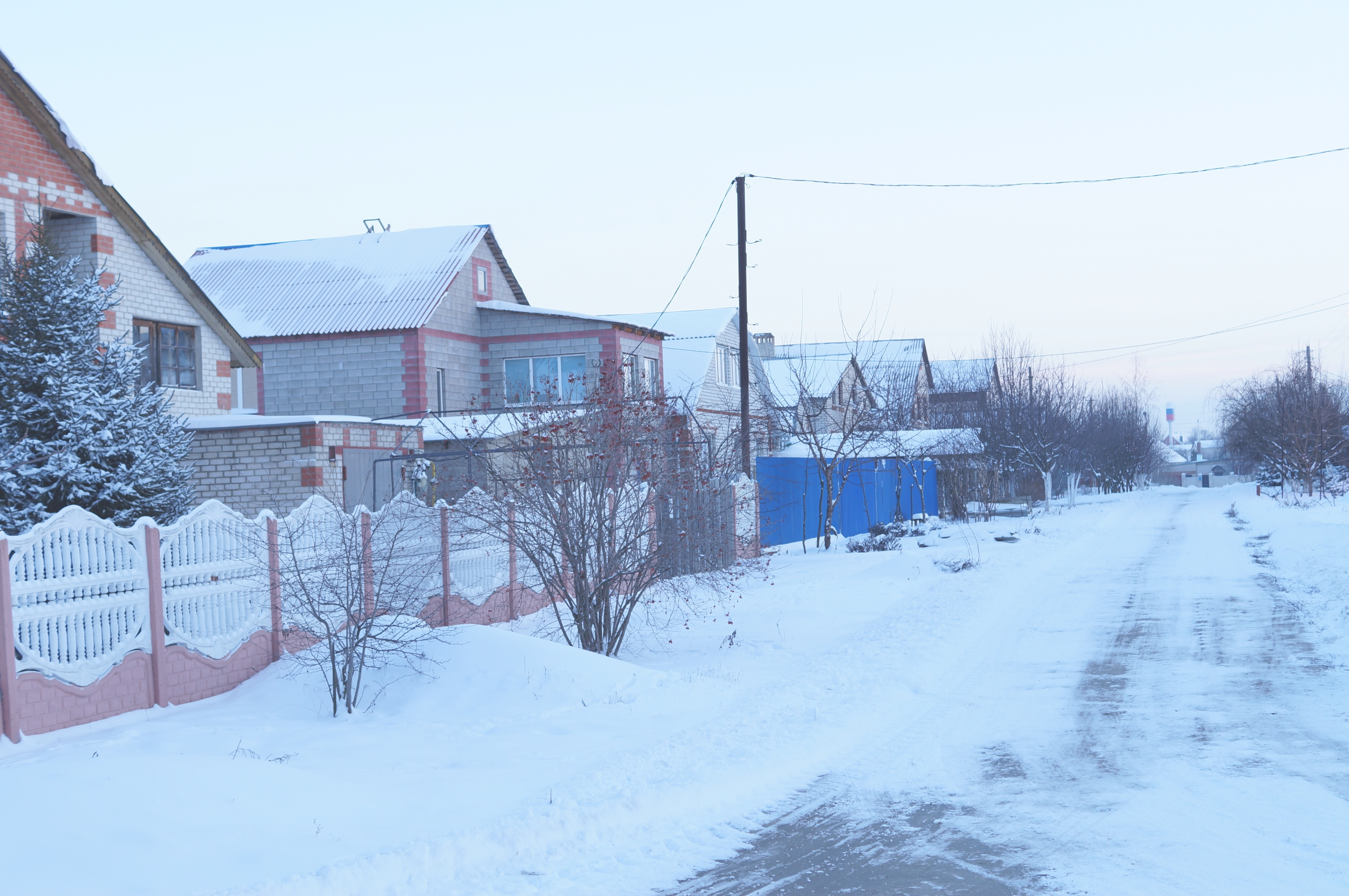
Улица Школьная
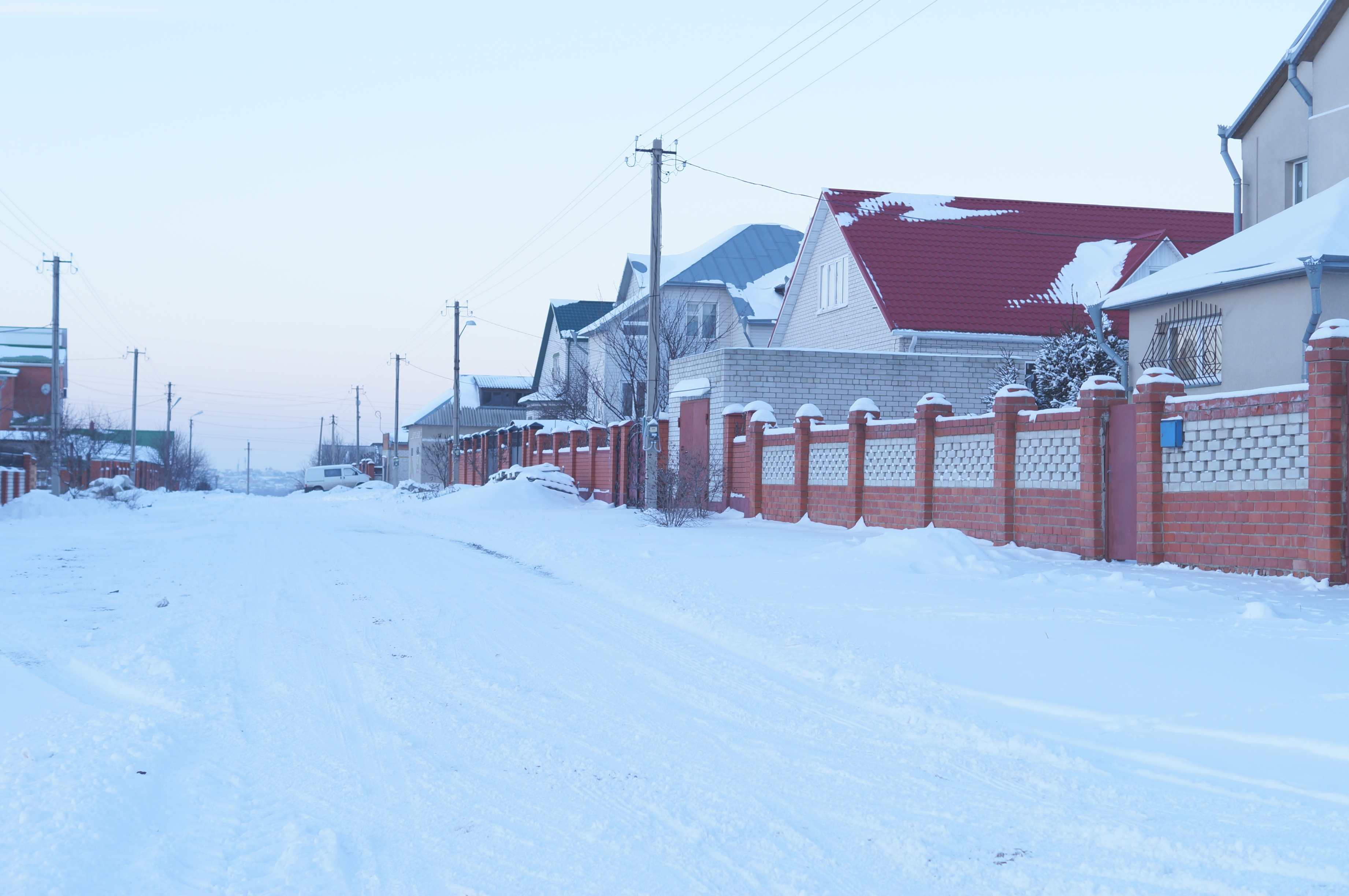
Улица Школьная
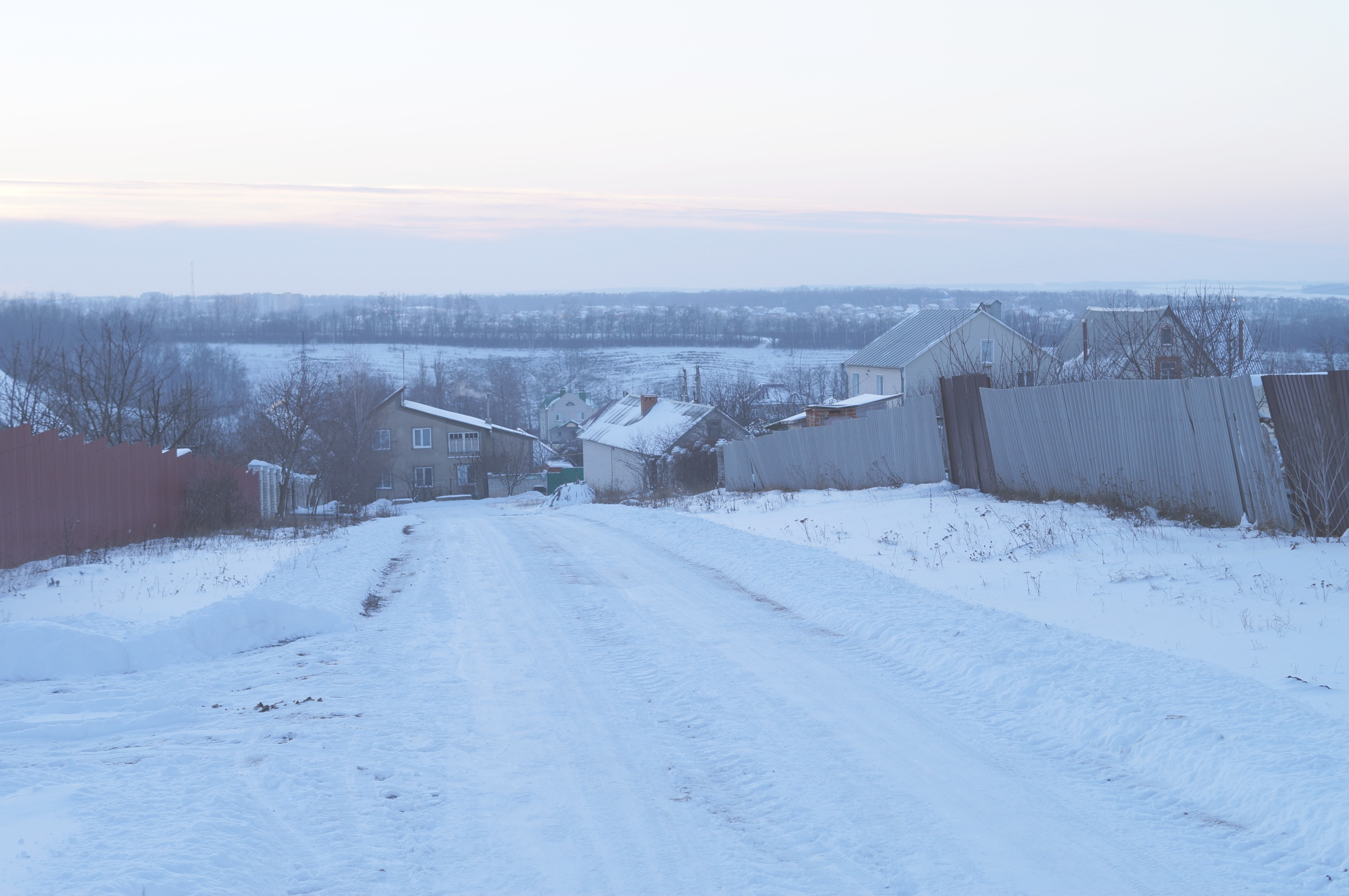
Улица Народная
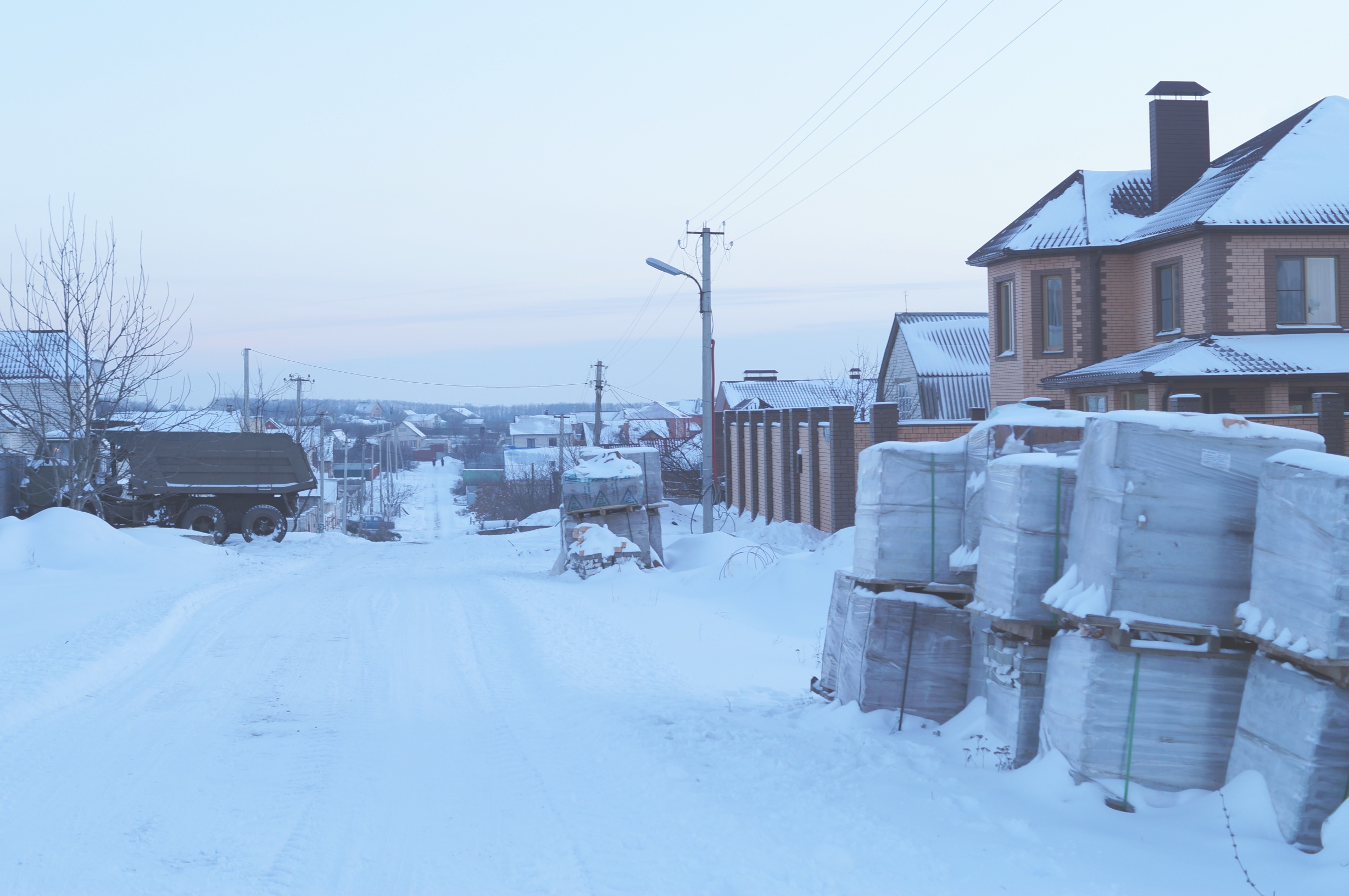
Улица Народная
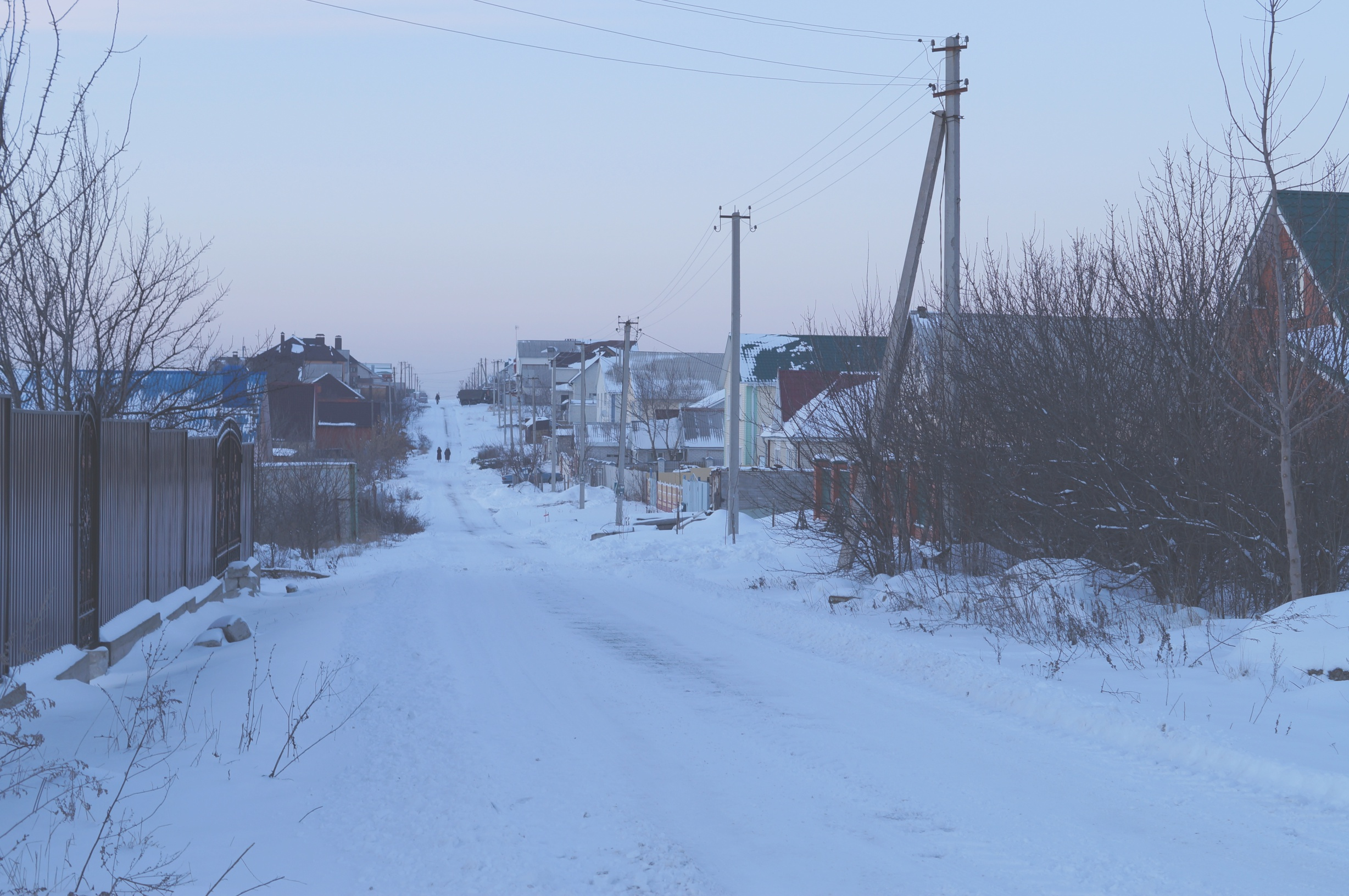
Улица Народная
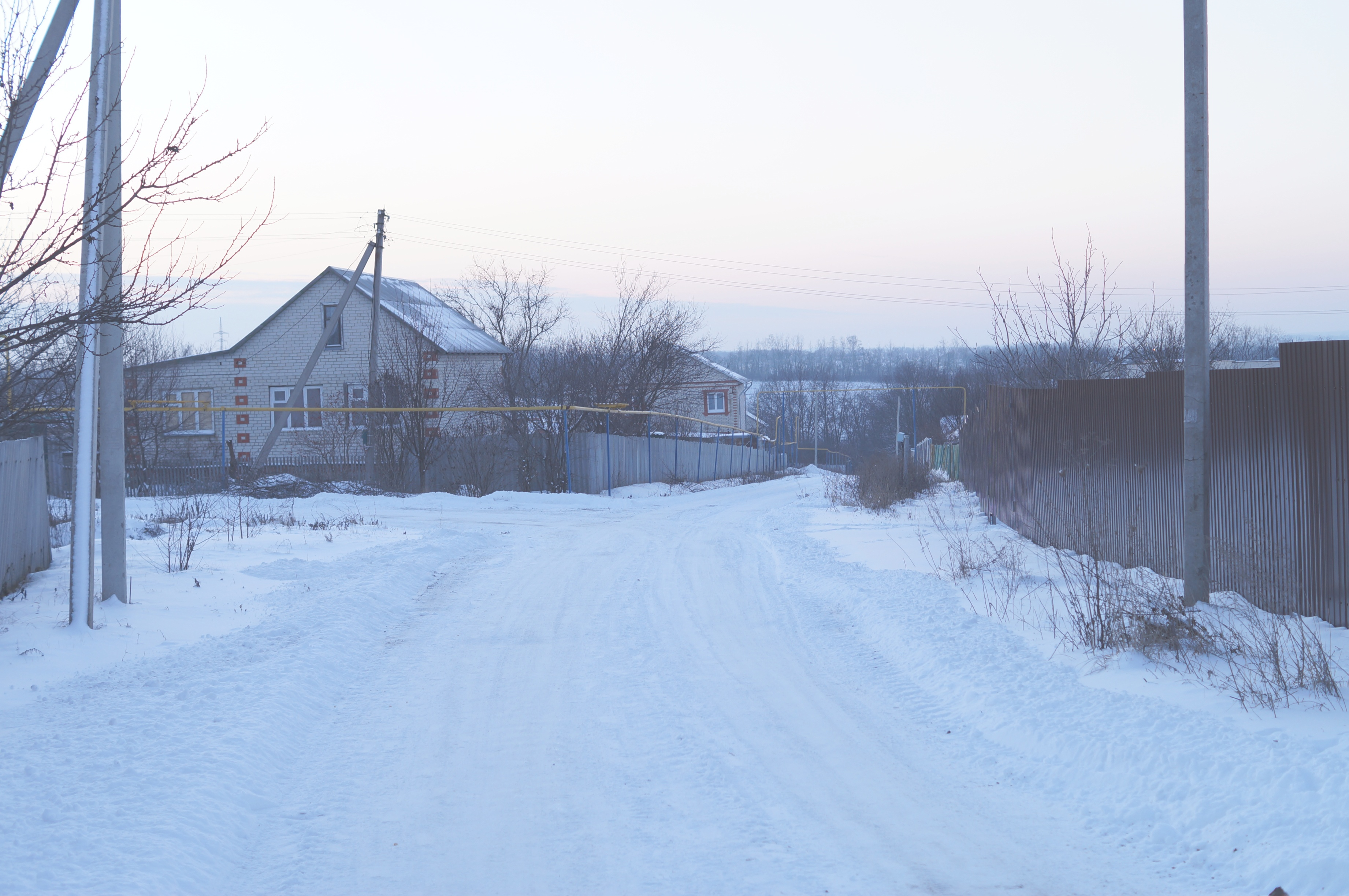
Улица Восточная